# 格罗斯洛宅邸

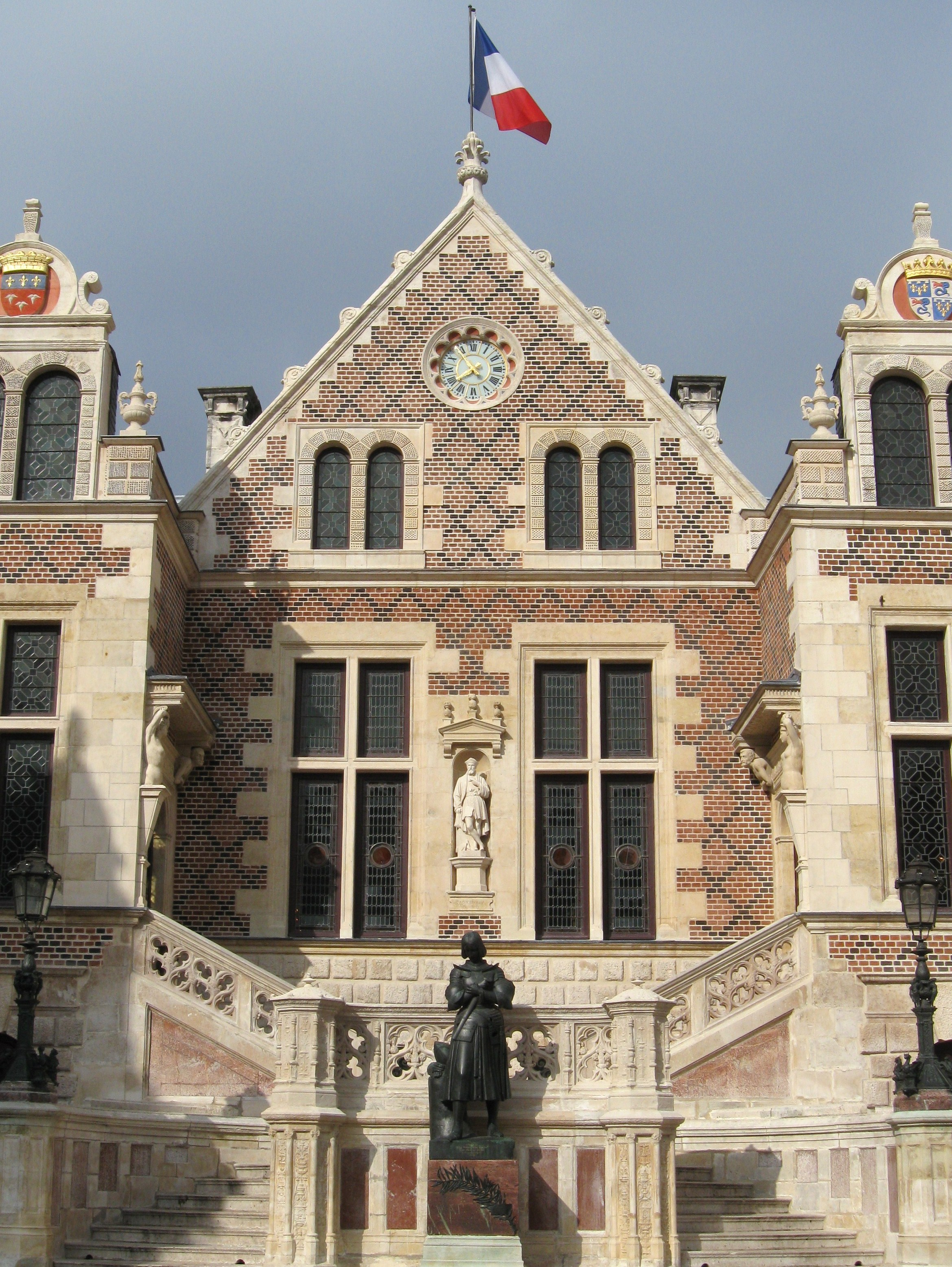
立面

格罗斯洛大楼（Hôtel Groslot）是法国中央大区奥尔良的一座16世纪建筑，由格罗斯洛家族建于1549年。它位于市中心区，奥尔良主教座堂西北侧的 place de l'Étape广场。现在奥尔良市政厅在此举办婚礼。
格罗斯洛家族曾在此接待法国国王弗朗索瓦二世、查理九世和太后凯瑟琳·德·美第奇。
1862年列为法国历史古迹。

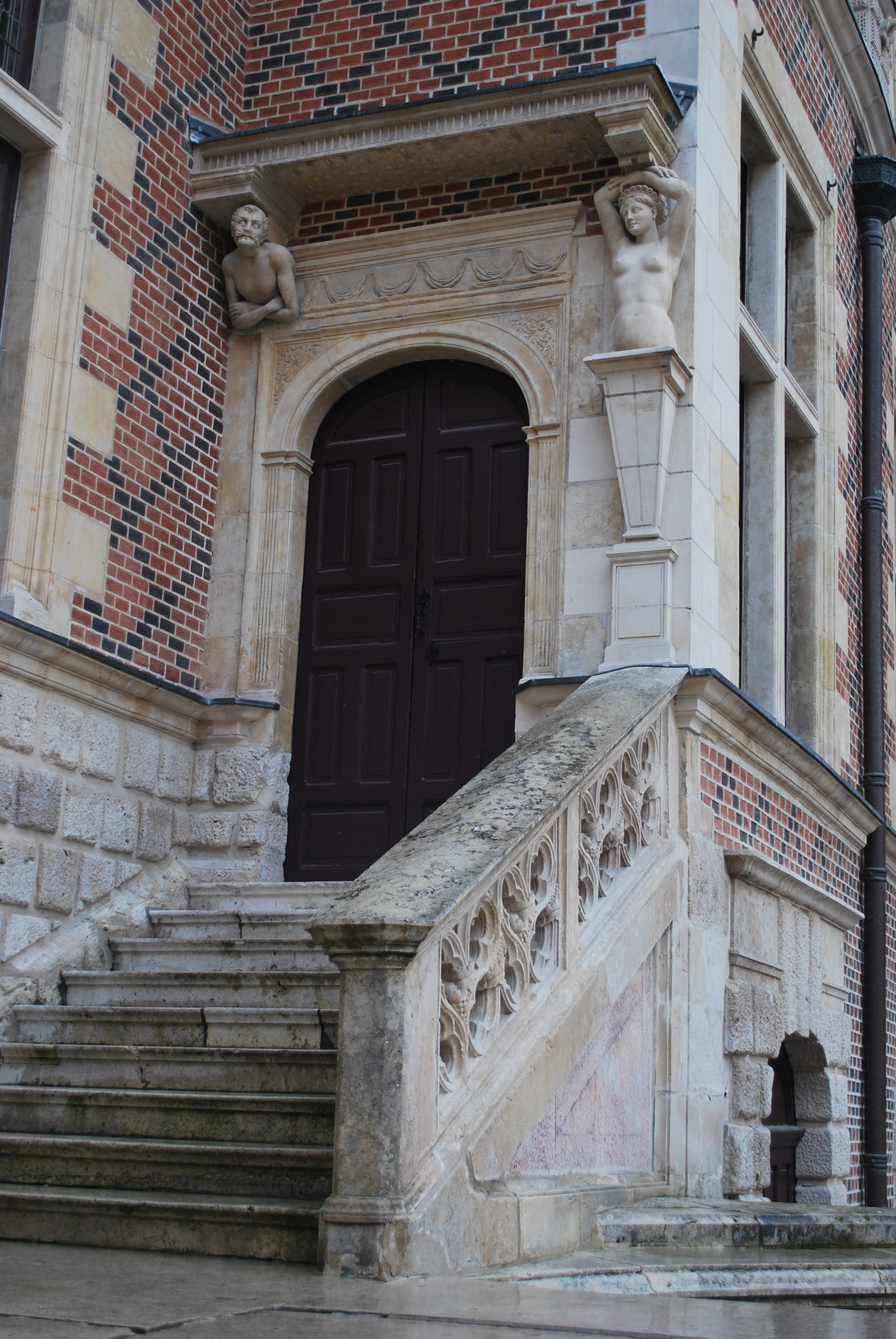
侧门
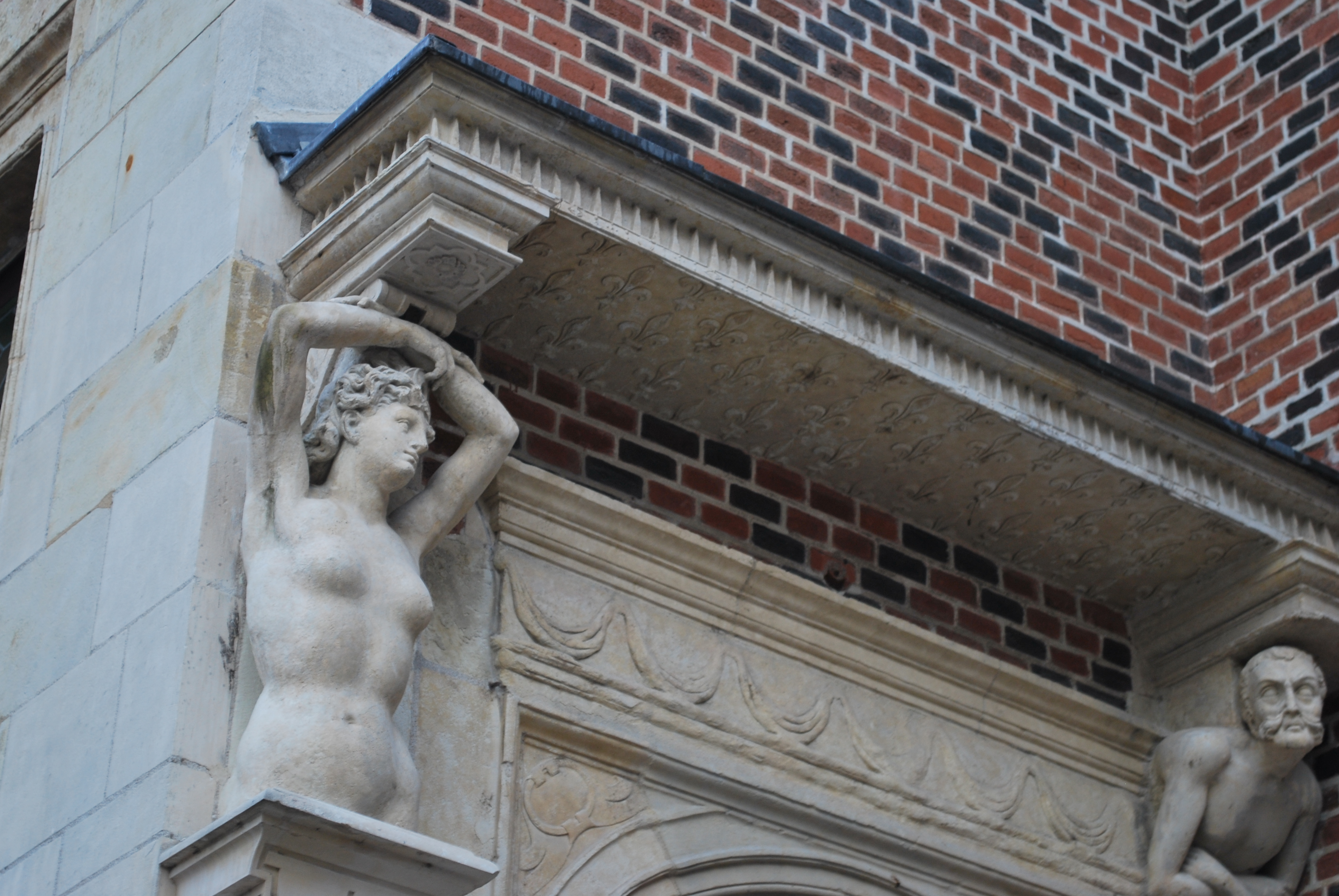

## 延伸閱讀
- Jean-Eugène Bimbenet, 1851 (voir dans la bibliographie) :
- Daniel Polluche, 1778 (voir dans la bibliographie) :